# ジェイ・ドリーム
株式会社ジェイ・ドリーム (J dream Inc.) は、かつて存在した日本の映画制作会社。ジャニー喜多川が代表取締役社長をしていた。取締役にSMAP元チーフマネージャーの飯島三智がいた。

## 概要
主にSMAPの映像作品の制作・管理を行っていた。Kis-My-Ft2やSexy ZoneやジャニーズJr.など、SMAP以外のジャニーズ事務所（現・SMILE-UP.）所属者主演作も手掛けていた。また、SMAPの映像関係の権利もこの会社で管理していた（誤解も多かったが、マネジメント業務はしておらず、映像作品の制作・管理・権利を扱う会社であった）。
映画内クレジットでは「J-dream」と表記。
取締役である飯島の退社やジャニーズ事務所のグループ会社一覧に当会社が掲載されていないため、会社としては休眠状態となっている模様。

## 映画
通常は配給会社・テレビ局などとの共同制作である。

### SMAPメンバー主演作品
- 日本沈没（2006年、TBS・MBS・東宝と共同製作） - 草彅
- 武士の一分 （2006年、テレビ朝日・松竹と共同製作） - 木村
- ストリングス〜愛と絆の旅路〜（2007年、テレビ朝日提供、エイベックス・エンタテインメントと共同配給） - 草彅・香取
- 西遊記（2007年、フジテレビ・FNS27社・東宝と共同製作） - 香取・草彅
- HERO（2007年、フジテレビ・FNS27社・東宝と共同製作） - 木村
- 山のあなた〜徳市の恋〜（2008年、フジテレビ・東北新社・東宝と共同製作） - 草彅
- 私は貝になりたい（2008年、TBS・MBS・JNN各社・東宝と共同製作） - 中居・草彅
- BALLAD 名もなき恋のうた（2009年、テレビ朝日・ROBOT・東宝と共同製作） - 草彅
- 座頭市 THE LAST（2010年、フジテレビ・FNS27社・セディックインターナショナル・セルロイドドリームスと共同製作） - 香取
- SPACE BATTLESHIP ヤマト（2010年、TBS・JNN28社・などと共同製作） - 木村
- 僕と妻の1778の物語（2011年、関西テレビ・フジテレビ・FNS26社・東宝・SDPと共同製作） - 草彅
- こちら葛飾区亀有公園前派出所 THE MOVIE 〜勝どき橋を封鎖せよ!〜（2011年、TBS・集英社・MBS・他と共同製作） - 香取
- LOVE まさお君が行く!（2012年、テレビ東京・小学館・シネバザール・松竹と共同製作） - 香取
- 任侠ヘルパー（2012年、フジテレビ・FNS27社・WOWOW・東宝と共同製作） - 草彅
- 桜、ふたたびの加奈子（2013年、フジテレビ・博報堂DYメディアパートナーズ・ポニーキャニオン・ショウゲートと共同製作） - 稲垣
- 中学生円山（2013年、ポニーキャニオン・フジテレビ・関西テレビ・東映と共同製作） - 草彅
- 劇場版 ATARU THE FIRST LOVE & THE LAST KILL（2013年、TBS・シネバザール・東宝と共同製作） - 中居
- HERO（2015年、フジテレビ・FNS27社・東宝と共同製作） - 木村

### Kis-My-Ft2メンバーの主演作品
- 劇場版仮面ティーチャー（2014年、日本テレビと共同制作) - 藤ヶ谷太輔
- レインツリーの国（2015年、関西テレビと共同制作) - 玉森裕太

### その他のジャニーズ所属者主演作品
- スノープリンス 禁じられた恋のメロディ（2009年、テレビ朝日・松竹と共同制作） - 森本慎太郎
- 劇場版私立バカレア高校（2012年、日本テレビと共同制作) - ジャニーズJr.
- 劇場版BAD BOYS J（2013年、日本テレビと共同制作) - 中島健人（Sexy Zone）
- 近キョリ恋愛（2014年、 東宝映像事業部と共同制作) - 山下智久

## 映像作品
- ストリングス〜愛と絆の旅路〜
- 西遊記
- HERO
- YOSHIO -NEW MEMBER-
- 棚からぼたもち（MUSIC VIDEO）
- てぃーてぃーてぃーてれって てれてぃてぃてぃ 〜だれのケツ〜（MUSIC VIDEO）